# معبد دیانا (روم)

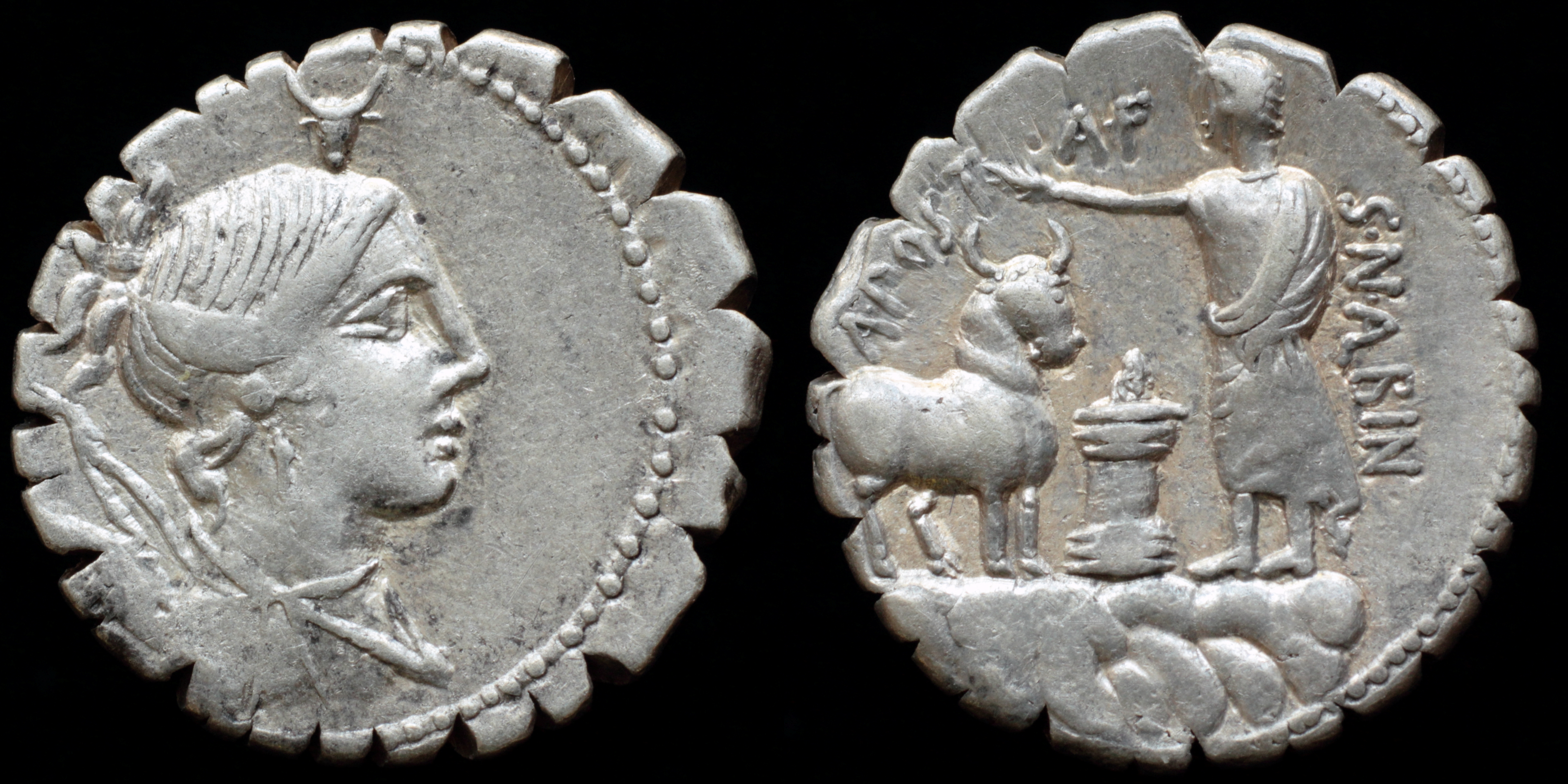
دناریوس سرات نقره ای که توسط A. Postumius AfSn Albinus در رم 81 قبل از میلاد ضربه خورده است

معبد دیانا یا معبد آونتین دیانا (انگلیسی: Temple of Diana) یک معبد رومی در روم باستان بود که بر اساس تاریخ نیمه‌افسانه‌ایِ پادشاهی روم، در قرن ششم قبل از میلاد و در زمان سلطنت سرویوس تولیوس ساخته شد.

## تاریخچه
موافق آنچه که تیتوس لیویوس در کتاب از پیدایش روم نقل کرده، رومیان و لاتینان این معبد را در سدهٔ ششم قبل از میلاد بنا کردند. قصّه آن بود که سرویوس تولیوس، ششمین شاه روم، شیفتهٔ عظمت معبد آرتمیس در افسوس شده بود، زیرا که شنیده بود که برای ساختنِ آن تمام دولت‌شهرهای آسیای صغیر (ترکیهٔ امروزی) با هم همکاری کرده بودند. پس او از دولت‌شهرهای اتحادیهٔ لاتین خواست که با او و دولتش همکاری کنند تا مشابه چنین معبدی را در روم بسازند. لاتینان پذیرفتند و با کمک رومیان معبدی بر تپهٔ آونتین بنا کردند و وقف آرتمیسش کردند.

## پانوشت
1. ↑  تیتوس لیویوس. از پیدایش روم. ج. اول. صص. گفتار ۴۵.